# Косинец, Павел Юрьевич
Па́вел Ю́рьевич Косине́ц (бел. Павел Юр'евіч Касінец; 2 февраля 1989, Орша) — белорусский футболист, нападающий клуба «Полоцк-2019».

## Карьера
Футболом начал заниматься в возрасте 9 лет, когда отец привёл его в футбольную секцию оршанского «Локомотива» к Владимиру Владимировичу Суховарову, однако спустя месяц перешёл в ДЮСШ № 2 к Александру Владимировичу Лодяному. Через 4 года, после хорошо проведённого им турнира в минском футбольном манеже, получил предложение от минского «Динамо». Находясь в Минске, попал на глаза Юрию Антоновичу Пышнику, тренеру РГУОРа и дублирующего состава минского «Динамо». В 2004 году подписал свой первый профессиональный контракт. В динамовском дубле провёл 4 года, за это время дважды выиграв первенство дублирующих составов. Со второй половины сезона 2007 года являлся игроком ФК «Витебск». В феврале 2010 на правах аренды перешёл в ФК «Полоцк» По завершении срока аренды руководством ФК «Витебск» было принято решение не продлевать контракт с игроком. Первый круг сезона-2011 провёл в клубе «Орша». Во втором круге был приглашен в «Белтрансгаз». Затем играл за «Слоним».

## Достижения
- Двукратный победитель первенства Беларуси среди дублирующих составов
- Бронзовый призёр Второй лиги Беларуси: 2011
- Серебряный призёр Второй лиги Беларуси: 2012